# Maják Coquet
Maják Coquet stojí na nevelkém ostrově Coquet u pobřeží hrabství Northumberland v Anglii. Je spravován společností Trinity House a je kulturní památkou II. stupně.

## Historie
Maják byl postaven v roce 1841 podle návrhu inženýra Jamese Walkera na zříceninách bývalého kláštera z 14. nebo 15. století. Prvním strážcem majáku byl William Darling. První světelná soustava byla optická katadioptrická soustava zrcadel, která byla o deset let později nahrazena refrakčními hranoly – Fresnelovou čočkou I. řádu. Čočka byla vyrobena firmou Isaac Cookson & co. z Newcastle upon Tyne. Světelným zdrojem byla olejová lampa. V roce 1854 byl přidán červený sektor, který varoval plující lodě před Hauxley Point na jihu a Boulmer Rocks na severu. Později bylo přidáno druhé sektorové světlo vysílané na jih z okna ve věži. V roce 1890 byl instalován hodinový přístroj pro vysílání přerušovaného světla (occulting). Maják byl elektrifikován v roce 1976 a od roku 1990 je plně automatizován, stará optika byla nahrazena otočným zařízením s halogenovými žárovkami umístěnými na třech svislých panelech. Je dálkově řízen z kontrolního střediska společností Trinity House (Trinity House’s Planning Centre) v Harwichi v Essexu. Od roku 2008 je světlo napájeno solárními panely.
Původní optické zařízení z let 1841–1851 bylo součásti sbírky Trinity House National Lighthouse Museum a pak bylo přemístěno do expozice majáku Souter (National Trast).
Ostrov je v soukromém vlastnictví vévody z Northumberlandu a je významnou ptačí rezervací Coquet Island Preserve spravovanou Royal Society for the Protection of Birds. Vstup na ostrov je zakázán.

## Popis
Maják je hranolová pískovcová věž na čtvercovém půdorysu zakončena přesahující římsou a ukončena lucernou. Zdi věže mají tloušťku větší než metr. K majáku přiléhá dvoupatrová budova postavena v roce 1841 pro strážce majáku postavena na zbytcích budov kláštera a vestavěna do ruin původní kaple z 14. nebo 15. století. Střecha je rovná. Lucerna a horní třetina věže je bílá, spodní dvě třetiny věže jsou v původní červeno-šedé barvě. Blízkosti majáku je původní obytná budova strážce. Střecha sedlová krytá břidlicí.

### Data
Podle zdroje
- Výška věže 25 m
- Výška světla 25 m n. m.
- Charakteristika: Fl (3) WR 20s
- Sektor: červená 330°–140°, bílá 140°–163°, červená 163°–330°
- Dosvit: bílá 19 nm, červená 15 nm
- Svítivost 155 000 cd

### Označení
- ARLHS: ENG-025
- Admiralty: A2780
- NGA 2228

## Galerie

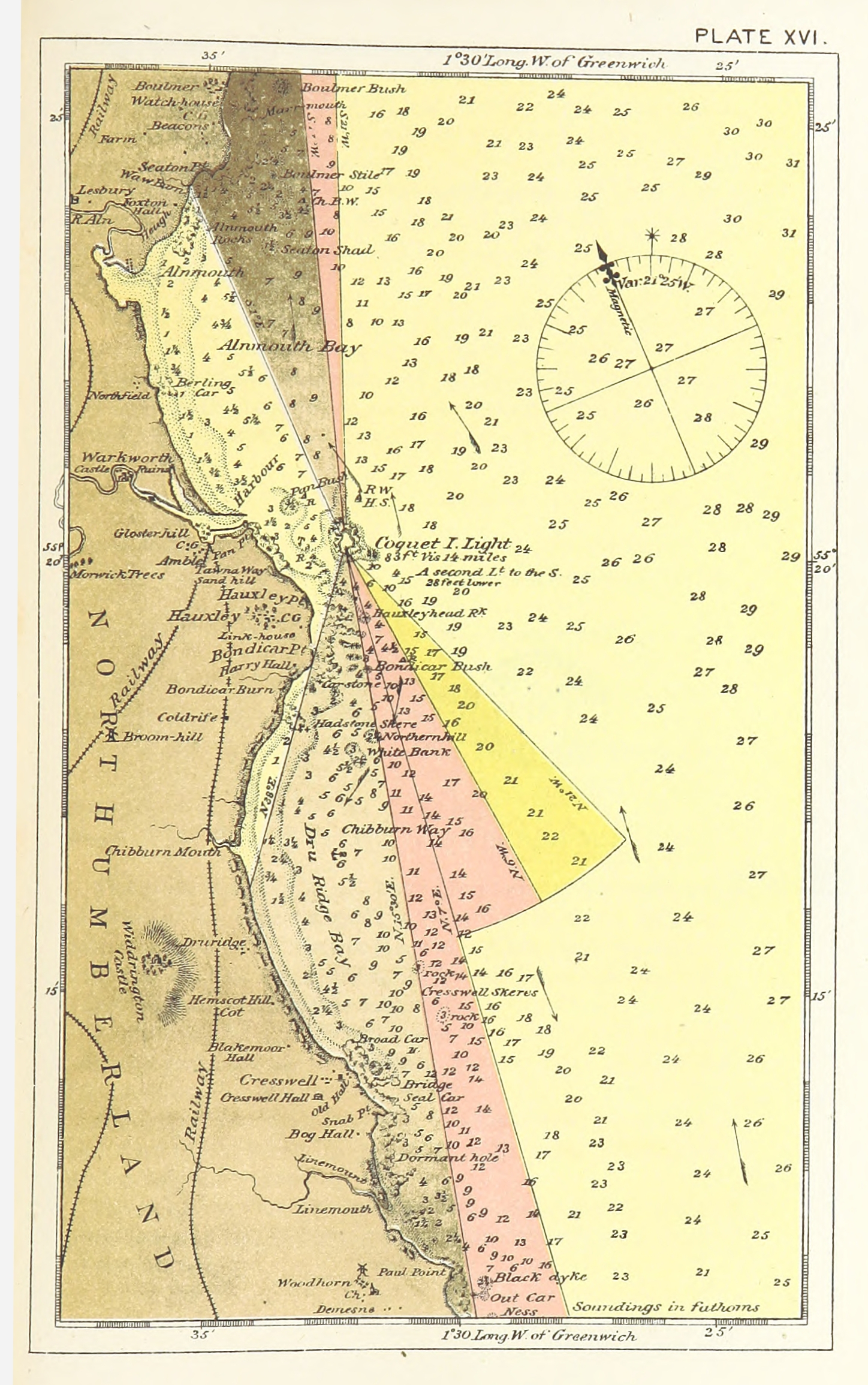
Navigační mapa z roku 1873 s vyznačením sektorů majáku Coquet
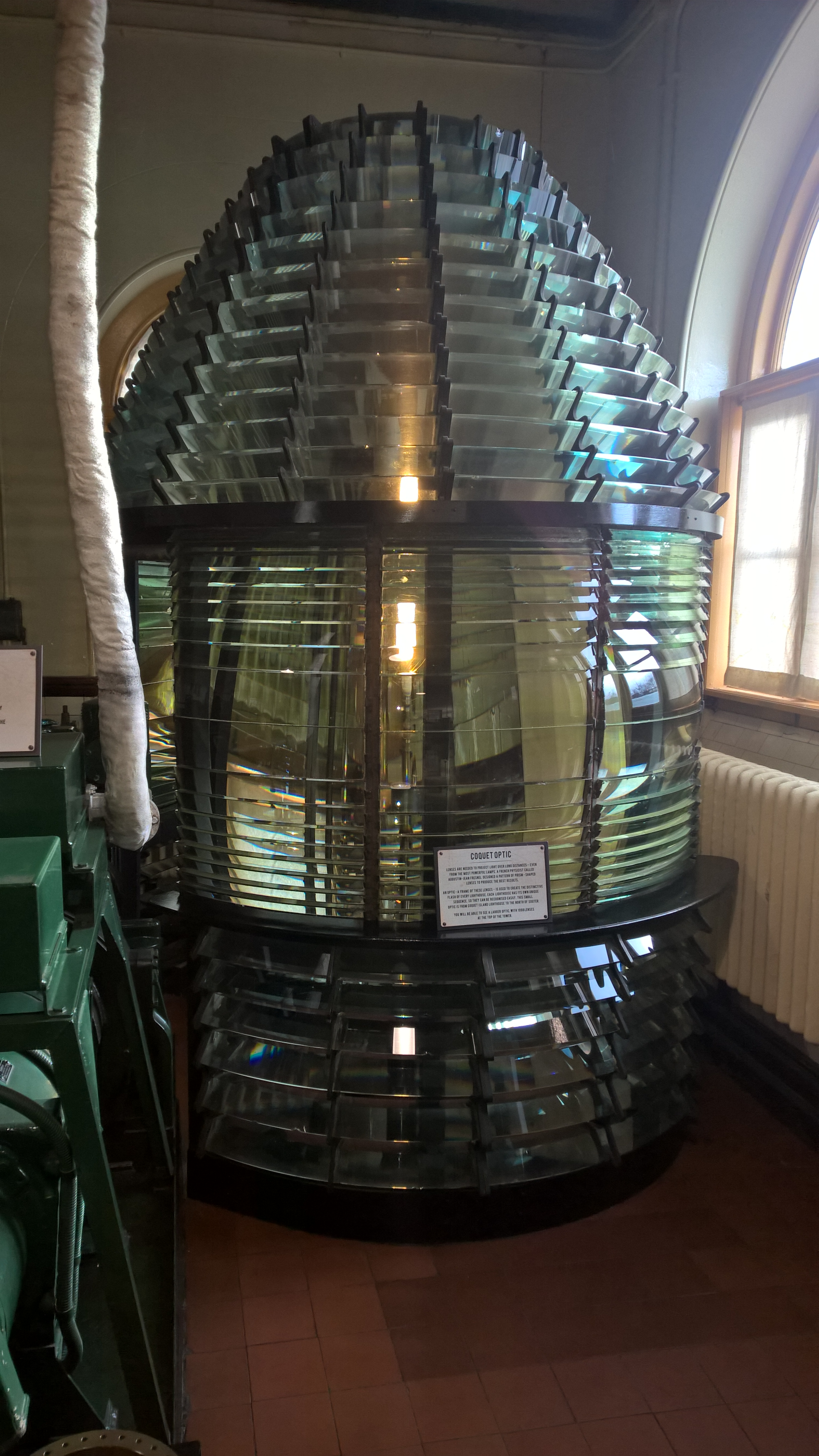
Fresnelova čočka I. stupně z majáku Coquet v muzeu  Souter Lighthouse, South Shields
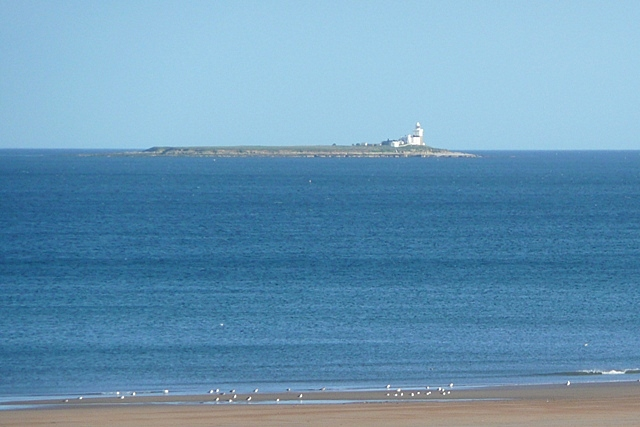
Ostrov Coquet s majákem
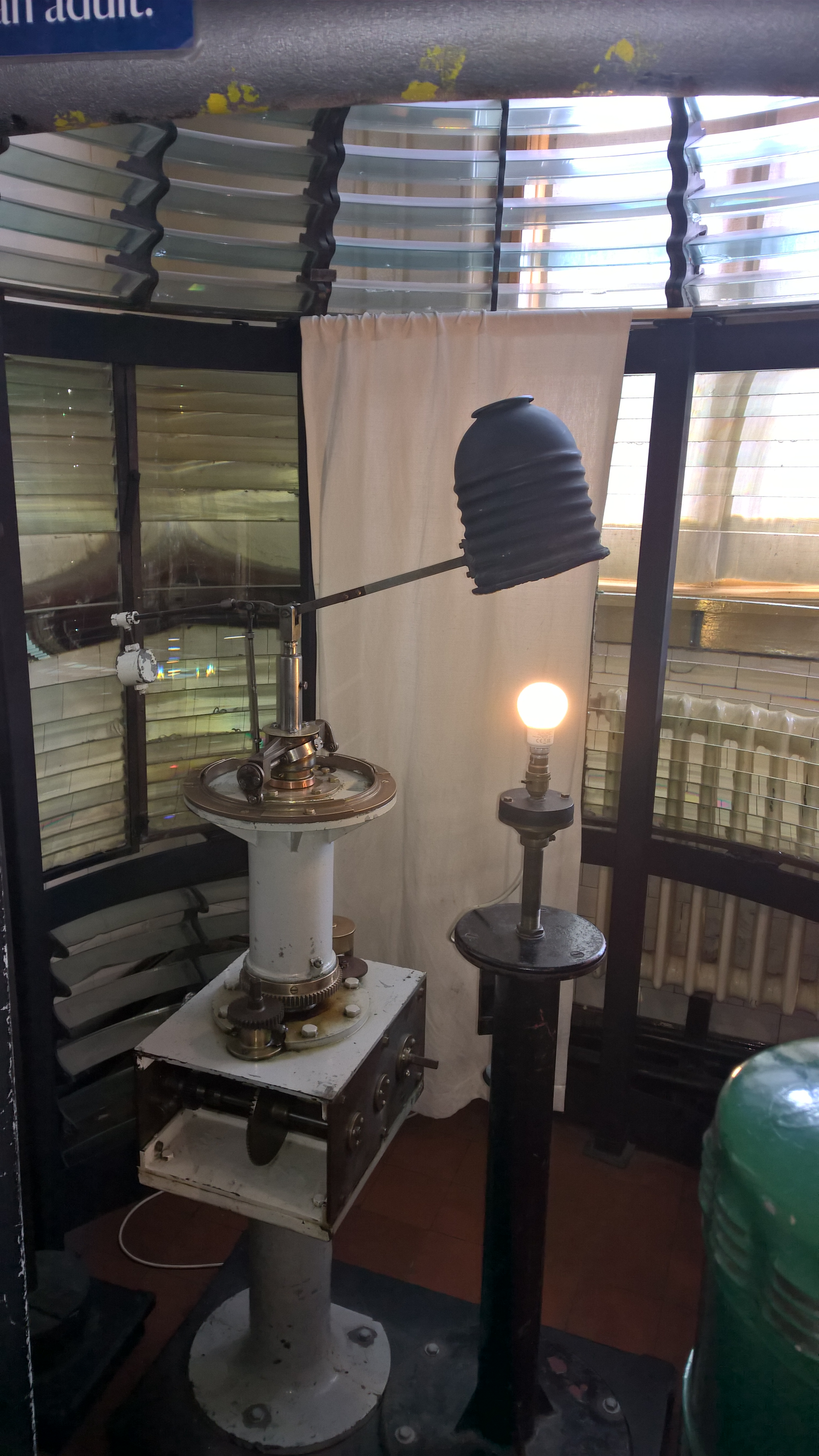
Hodinový přístroj pro přerušované světlo (occulting), které bylo používáno na majáku Coquet